# Clubiona kunashirensis
Clubiona kunashirensis är en spindelart som beskrevs av Mikhailov 1990. Clubiona kunashirensis ingår i släktet Clubiona och familjen säckspindlar. Inga underarter finns listade i Catalogue of Life.